# Montigny-le-Franc
 Montigny-le-Franc  là một xã ở tỉnh Aisne, vùng Hauts-de-France thuộc miền bắc nước Pháp.